# 有田川町立藤並小学校
有田川町立藤並小学校（ありだがわちょうりつふじなみしょうがっこう）は、和歌山県有田郡有田川町天満にある、公立小学校。

## 歴史
後に藤並小学校の学区となる地域には、小野・水尻・下津野・共盛の小学校が1875年（明治8年）から1876年（明治9年）頃に開校したと見られるが、開校に関する史料が残っておらず、詳細は不明である。小野小と下津野小は民家、水尻小と共盛小は寺院を校舎として利用していた。
1886年（明治19年）9月1日、天満村684番地に新校舎を建設し、小野・水尻・下津野・共盛の4校を統合して、藤並小学校が開校した。当時の児童は1年生から4年生までの244人で、教員は各校から集まった4人であった。このときできた校舎はコの字型で中央部は応接室を持つ2階建ての建物と、当時としては立派な校舎であった。翌1887年（明治20年）4月1日、藤並尋常小学校に改称した。
1889年（明治22年）8月、台風の襲来で東校舎が倒壊するが、財政難の藤並村は復旧に着手しなかったため、校長以下3人の教員が抗議辞職し、1890年（明治23年）に5か月ほど学校閉鎖することになった。校長らが職を辞した甲斐があり、1891年（明治24年）3月に東校舎は復旧した。なお、当時は就学率が低く、役場の職員や教員が各大字に幻灯機を持ち込んで就学を訴えなければならなかった。1902年（明治35年）には就学率が男子97.7%、女子96.8%まで向上し、日本国から「一等就学旗」を授与された。就学率が向上すると1学年が1つの教室に収まりきらなくなり、収容できなかった児童は隣接学年との複式学級で学ぶ状態が1931年（昭和6年）まで続いた。
1907年（明治40年）3月、翌年4月から義務教育を6年に延長することが決定したことを受け、より広い校地を求め、藤並村天満631番地（現校地）の整備に着手した。同地には1908年（明治41年）から1913年（大正2年）にかけて木造平屋建ての校舎を3棟建設し、完成した校舎へ順次児童を移動させて、1914年（大正3年）1月に全8学級447人の移動が完了した。その後、3度に渡って土地を買い増して校地を拡張し、1940年（昭和15年）には9,640 m2となった。
1930年（昭和5年）3月、野田宏の考案による校章を制定した。昭和初期には陸上競技と珠算の指導に力が入れられた。1941年（昭和16年）4月1日、藤並村立藤並国民学校に改称、続いて1947年（昭和22年）4月1日に藤並村立藤並小学校と改めた。同年12月、藤並村田殿村学校組合立吉備中学校（現・有田川町立吉備中学校）の二部授業を解消するため、校舎の一部を貸与した。1952年（昭和27年）5月、撤去された奉安殿の跡地に鉄骨木造の講堂を建設した。講堂が完成するまでは、校舎の3教室の隔壁を外し、机と黒板を撤去して、教壇を積み重ねてステージとし、仮の講堂を設けていた。
1953年（昭和28年）、服装の華美を競う風潮を諫めるため、育友会の申し合わせにより、女子児童はスモックを着用することになった。当初はピンク色のチェック柄のスモックを採用していたので、すぐにどこの児童かが分かったという。1955年（昭和30年）4月16日、合併により吉備町が発足したため、吉備町立藤並小学校に改称した。同年9月の議会では、鉄筋コンクリート校舎に建て替えることが決まり、建築委員会では円形校舎とするか角型校舎とするか激論が交わされたが、1957年（昭和32年）1月に上棟したのは角型の3階建て校舎であった。日本建築工務会社の設計、戸田組の施工で建設され、同年4月に引き渡しが行われ、5月25日に落成式と記念行事（旗行列・ちょうちん行列）が行われた。祝賀は翌日も続き、投餅、学芸会、展覧会が開かれた。同年、北村七三雄の作詞、水谷知久の作曲による校歌を制定した。
続いて第2期工事として管理機能と特別教室を持つ2階建て校舎が雑賀建築設計事務所の設計、西本建設の施工で1961年（昭和36年）1月に上棟した。5月11日の竣工式の後、投餅と映画上映会が行われた。この間の3月には、給食室の完成に伴い、週5回の完全給食が始まった。給食が始まるまでは、学校の近くの児童は自宅に昼食を食べに帰り、遠方の児童は弁当を持参していたという。
2000年（平成12年）、岡本設計の設計による鉄筋コンクリート造3階建ての新校舎が竣工した。

## 授業研究
若手教員の指導を目的とした校内研修に2010年代より取り組んでいる。この校内研修では、若手教員に向けて教員歴の長い教師が授業を公開し、終了後に「カンファレンス」と称する少人数の話し合いを実施していた。
2019年（平成31年/令和元年）度より、町内の小川小学校・鳥屋城小学校とも連携し、インストラクショナル・ラウンズ（IR）の手法を用いた授業研究を開始した。この授業研究は、3校のうちの1校をホスト校として、ホスト校の授業を2つ公開し、3校から各1人と大学院生でもある現職教員数人でIRチームを組んで教師・子ども・学習内容の3つの視点から授業を分析し、ホスト校の研究テーマに関して課題と展望をチームで考察する、というものである。通常は教室で授業を参観するが、2020年（令和2年）度は3つの密を避けるため、ビデオ参観を採用した。

## 通学区域
有田川町のうち
- 天満
- 下津野(高瀬)
- 植野
- 土生
- 奥
- 熊井
- 水尻
- 明王寺
- 小島
- 野田

## 通学区域が隣接している学校
- 有田川町立御霊小学校
- 有田川町立田殿小学校
- 有田市立糸我小学校
- 湯浅町立田栖川小学校吉川分校
- 湯浅町立湯浅小学校
- 湯浅町立山田小学校